# Milano parla piano
Milano parla piano è il secondo album in studio del cantante italiano Wrongonyou, pubblicato il 18 ottobre 2019 sotto l'etichetta Carosello Records.

## Tracce
1. Atlante
2. Calma calma
3. Solo noi due
4. Mi sbaglio da un po'
5. Milano parla piano
6. Più di prima
7. Perso ormai
8. Ora
9. OutrOra